# Noémie Wiedmer
Noémie Wiedmer (* 1. Mai 2007) ist eine Schweizer Snowboarderin. Sie startet im Snowboardcross.

## Werdegang
Wiedmer wurde im Jahr 2023 Schweizer Juniorenmeisterin im Snowboardcross und kam bei den Juniorenweltmeisterschaften am Passo San Pellegrino auf den 17. Platz im Einzel sowie auf den achten Rang im Teamwettbewerb. In der Saison 2023/24 gewann sie mit sechs ersten sowie zwei zweiten Plätzen die Snowboardcross-Wertung im Europacup und holte bei den Olympischen Jugend-Winterspielen 2024 in Gangwon die Goldmedaille im Einzel. Zudem errang sie dort den vierten Platz im Teamwettbewerb und bei den Juniorenweltmeisterschaften 2024 in Gudauri die Silbermedaille im Einzel. Im Teamwettbewerb fuhr sie auf den sechsten Platz und wurde im März 2024 Schweizer Meisterin im Snowboardcross. In der folgenden Saison nahm sie in Cervinia erstmals am Snowboard-Weltcup teil, wobei sie den fünften Platz errang, und erreichte mit acht Top-zehn-Platzierungen den sechsten Platz im Snowboardcross-Weltcup. Beim Saisonhöhepunkt, den Weltmeisterschaften 2025 im Engadin, belegte sie den 13. Platz im Einzel. Zum Saisonende errang sie bei den Juniorenweltmeisterschaften 2025 in Isola 2000 jeweils den vierten Platz im Einzel und im Teamwettbewerb.

## Erfolge

### Snowboard-Weltmeisterschaften
- 2025 Engadin: 13. Platz Snowboardcross

### Weltcup-Gesamtplatzierungen
| Saison  | Punkte | Platz |
| ------- | ------ | ----- |
| 2024/25 | 356    | 6.    |

### Europacup
- Saison 2023/24: 1. Platz Snowboardcross-Wertung
- 8 Podestplatzierungen, davon 6 Siege

### Juniorenweltmeisterschaften
- 2023 Passo San Pellegrino: 8. Platz Snowboardcross Team, 17. Platz Snowboardcross
- 2024 Gudauri 2. Platz Snowboardcross, 6. Platz Snowboardcross Team
- 2025 Isola 2000 4. Platz Snowboardcross, 4. Platz Snowboardcross Team

### Weitere Erfolge
- 2024 Gangwon: 1. Platz Snowboardcross, 4. Platz Snowboardcross Team